# Decaisnina brittenii
Decaisnina brittenii é uma espécie de planta com flor, uma planta hemiparasita epífita da família Loranthaceae nativa do Território do Norte, Queensland e norte da Austrália Ocidental.
D. brittenii tem folhas lineares a estreitamente lanceoladas e esta é a única maneira em que se difere de D. signata. É tipicamente encontrada em Melaleuca e Barringtonia.

## Etimologia
O nome genérico Decaisnina homenageia o botânico francês Joseph Decaisne (1807–1882) e o epíteto específico brittenii homenageia o botânico britânico James Britten (1846–1924).